# آراس مارافسای
آراس مارافسای یک ستاره است که در صورت فلکی مارافسای قرار دارد.